# Slătioara (Olt)
Slătioara é uma comuna romena localizada no distrito de Olt, na região de Oltênia. A comuna possui uma área de  km² e sua população era de 2724 habitantes segundo o censo de 2007.